# Rubljowo-Archangelskoje

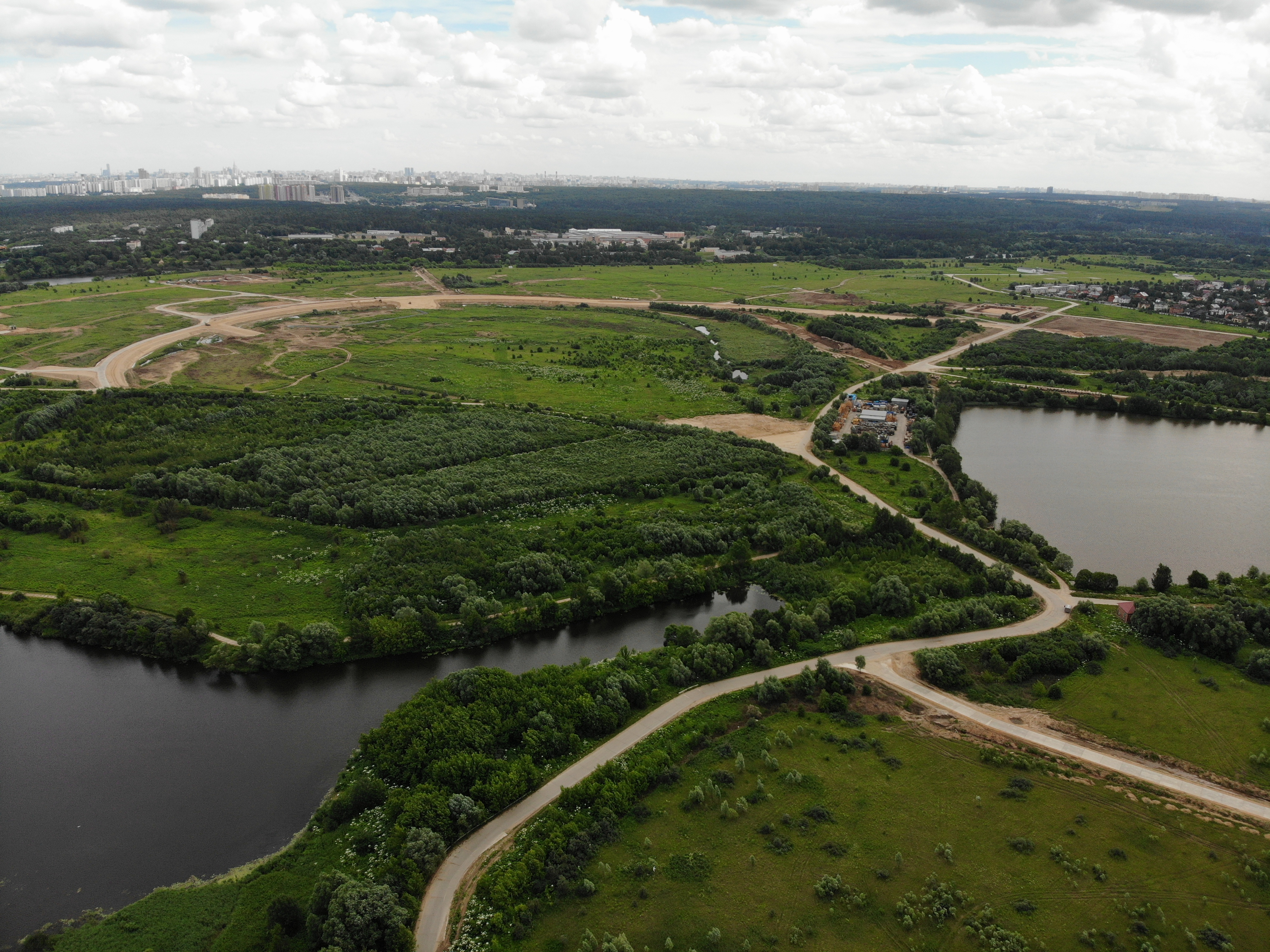
Rubljowo-Archangelskoje (2021)

Rubljowo-Archangelskoje (russisch Рублёво-Архангельское, engl.: Rublyovo-Arkhangelskoye) ist eine geplante 317 Hektar große Moskauer Trabantenstadt für vermögende Bürger auf der grünen Wiese. Die Stadt ist das größte kommunale Entwicklungsprojekt in Russland und Europa. Im Oktober 2005 genehmigte das Moskauer Bauamt die Pläne. Nach aktueller Planung soll die Siedlung bis 2021 vollständig fertiggestellt sein.

## Geografische Lage
Die geplante Stadt befindet sich 3 km westlich des Autobahnrings MKAD um die russische Hauptstadt, am Ende der von Moskau kommenden Rubljowskoje Chaussee, und südlich der Autobahn Moskau-Riga (M9/E22). Sie wird außer im Westen auf drei Seiten vom Fluss Moskwa als einer natürlichen Grenze umflossen. 16 km weiter westlich von Moskau liegt der zweite Namensgeber, das Herrengut und Museumsreservat Archangelskoje. Bis 1917 gehörte es Felix Felixowitsch Jussupow.

## Planung
Der Investor, das russische Ölunternehmen Nafta-Moskwa, plant mit einem Investitionsvolumen von über 3 Mrd. Dollar, auf 2,7 Millionen Quadratmeter bebauten Raum, Wohnungen für etwa 30.000 Menschen in 10.000 Häusern. Vermarktet wird das Projekt vom Makler Intermark Real Estate.
Architekt des Projekts ist das englische Büro Thompson & Partners, das das Projekt im Stil westeuropäischer Altstädte als eine über Jahrhunderte nach außen gewachsene und abgegrenzte Stadt mit Zentrum geplant hat. Im Gegensatz zur Stadt befinden sich an der angrenzenden Rubljowskoje Chaussee, auch „goldene Meile“ genannt, pompöse Villen in willkürlicher Aneinanderreihung. Rubljowo-Archangelskoje ist auch ein Gegenentwurf zur Metropole Moskau selbst, die unaufhaltsam weiterwächst, und sich ausufernd und zusammenhangslos ins Land frisst.

## Stadtgliederung
Rubljowo-Archangelskoje ist etwa doppelt so groß wie Monaco. Die Stadt wird mit einer Klinik, einer Polizeistation, einer Feuerwache, Restaurants, Sportstätten, Schulen und einem Jachthafen weitgehend unabhängig sein. Im Norden und am Moskwaufer der westeuropäisch angelegten und wirkenden Stadt steht die sogenannte Zitadelle (das Wort Kreml ist der altrussische Begriff für Zitadelle) mit Geschäften, Kinos und Cafés. In der südlich angrenzenden Alten Stadt mit kleinen Kanälen gruppieren sich in einem inneren Ring Stadtviertel mit Blockrandbebauung. Östlich der Zitadelle befindet sich ein Gewerbegebiet mit einer Brücke zur Autobahn M9. Vom Gewerbegebiet zieht sich nach Süden zwischen Alter Stadt und Moskwa die Neue Stadt hin – mit flachen Apartmentgebäuden und Reihenhäusern – und umgibt die alte Stadt wieder Richtung Nordwesten. Südlich und westlich der Neuen Stadt befinden sich Koppeln und Ställe. Südlich dieser Reitplätze und entlang dem Lauf der Moskwa nach Südwesten grenzen die Villen im Wald, frei stehende Häuser, an. Westlich der Zitadelle am anderen Ufer der Moskwa liegt das Fischerdorf mit Gewerbepark, Pferdeställen und dem Jachthafen. Das Fischerdorf ist über eine Landbrücke, die die Moskwa von einem kleinen See südwestlich abgrenzt, mit der Zitadelle verbunden.

## Einwohner
Die Quadratmeterpreise in der Stadt liegen zwischen 5000 und 6000 Dollar, weshalb Rubljowo-Archangelskoje den Ruf einer Millionärsstadt oder des Disneylands für Millionäre erhalten hat. Ein Appartement kostet etwa 500.000 Dollar, ein Haus bis zu mehreren Millionen Dollar. Da die Anzahl der Neureichen und Wohlhabenden in Russland steigt, steigt auch die Nachfrage nach luxuriösem Wohnraum. Es wird geschätzt, dass in Moskau allein 30 Dollar-Milliardäre und ein Drittel der etwa 80.000 russischen Millionäre leben. Im Unterschied zur schwer bewachten Rubljowskoje Chaussee reicher Russen wird Rubljowo-Archangelskoje von der natürlichen Grenze der Moskwa umgeben sein. Die Stadt soll aber – anders als viele existierende hauptstadtnahe Elite-Wohnanlagen – nicht als „Gated Community“ betrieben werden.